# Levi (popolo)

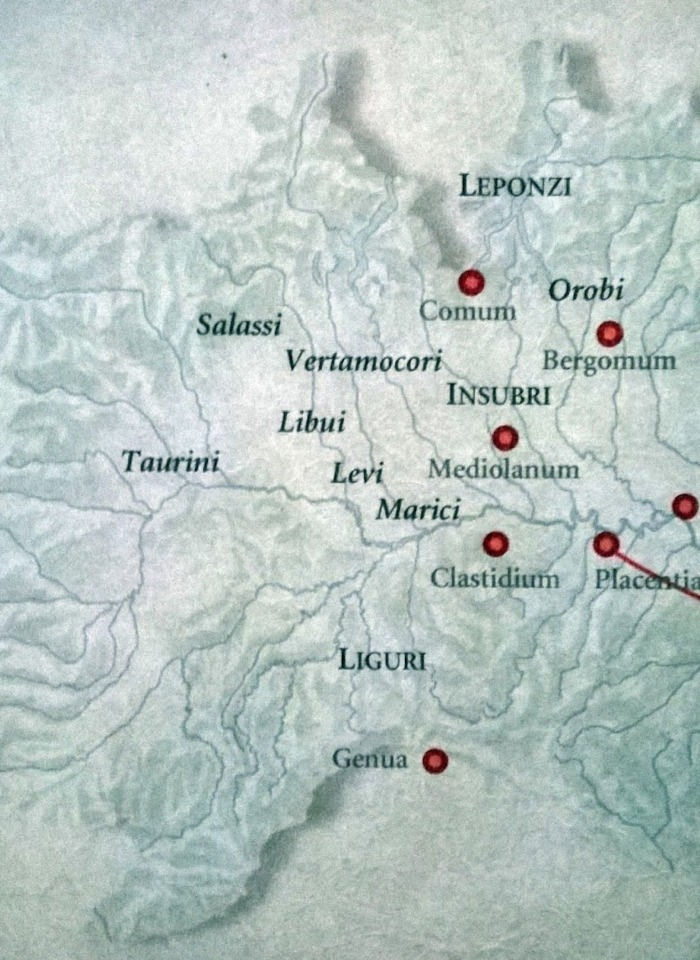
Popolazioni preromane del Piemonte

I Levi (Laevi in latino, Λάοι in greco) erano un antico popolo ligure stanziato nel territorio dell'attuale Provincia di Pavia.

## Etnonimo
Questo popolo è identificato in vari modi dagli autori antichi:
- Λάοι (Lai) da Polibio[2],
- Laevi da Tito Livio e Plinio il Vecchio[3][4].

La variante latina potrebbe correlarsi allo stanziamento di questo popolo sulla sponda sinistra del Po: laeva è la traduzione latina di sinistra.

## Origini
Gli autori antichi non concordano sulle origini di questo popolo. Da un lato il greco Polibio, vissuto tra la fine del III secolo a.C. e la fine del II secolo a.C., li ritiene di stirpe celtica e tra i primi ad attraversare le Alpi, stabilendosi all'estremità occidentale della Pianura Padana presso le sorgenti del Po, assieme al popolo dei Lebecii. Dall'altro i romani Tito Livio e Plinio il Vecchio, vissuti tra la fine del I secolo a.C. e la fine del I secolo d.C., li reputano invece di stirpe ligure e stanziati presso il basso corso del Ticino. Livio li definisce gente antica, cioè precedenti l'invasione celtica della penisola italiana. Questa divergenza si deve al processo di celtizzazione che le popolazioni liguri subirono tra il IV e il II secolo a.C., variabilmente accentuato a seconda della tribù, che rese col tempo difficile la distinzione tra le due stirpi. Tale problematica ha portato alla denominazione convenzionale di Celto-Liguri, tuttora utilizzata.
Più recentemente, Giuseppe Micali ha visto nell'insediamento dei Levi nella Pianura Padana una conseguenza dell'espansionismo etrusco da sud avvenuto tra l'VIII e il VI secolo a.C.: tra le paludi della valle del Ticino avrebbero trovato riparo dall'invasore.

## Territorio
Non si hanno notizie certe sulla sede dei Levi prima dell'invasione celtica, mentre dopo di essa appaiono stanziati sul basso corso del Ticino, attorno a Pavia. Alcune fonti spostano il territorio più a nord, delimitato dall'Agogna a ovest, dal Ticino a est, dal Po a sud, comprendendo l'attuale territorio di Novara.
È avanzata l'ipotesi che i Levi fossero originariamente diffusi lungo l'intero corso del Ticino, secondo quanto suggerito sia dal toponimo Levo (frazione di Stresa, presso il Lago Maggiore), sia dal nome dell'alta valle del Ticino, Val Leventina. Quest'ultima tuttavia deve il suo nome al popolo dei Lepontii (forse anch'essi liguri, prima di essere assorbiti dai Celti), il cui nome somigliante a quello dei Levi potrebbe indicarne l'origine comune o l'affinità con questi ultimi.

## Storia
Sono considerati parte della cultura di Golasecca (IX-IV secolo a.C.), stanziati tra i vicini Vertamocori nel Novarese a nord e i Marici nella Lomellina a sud, nonostante la matrice celtica considerata prevalente in quella cultura.
L'arrivo massiccio dei popoli celtici in Italia comportò un processo di celtizzazione delle popolazioni locali, tra il IV e il II secolo a.C.: i Celti, più evoluti sia politicamente che economicamente, prevalsero ed influenzarono notevolmente i costumi dei locali.
Al tempo dell'avanzata romana nella parte occidentale della Gallia Cisalpina, sul finire del III secolo a.C., erano alleati dei celtici Insubri, il gruppo etnico più forte della zona che esercitava una forte influenza sulle popolazioni limitrofe. Le sconfitte degli Insubri del 222 a.C. a Clastidium e ad Acerrae portarono ad una resa che procurò una situazione di pace a condizioni moderate con consistenti possibilità di autogestione, di cui godettero anche gli alleati. Francesco Antonio Bianchini riporta che i Levi sfruttarono appieno questa possibilità di autogestione muovendo guerra ai Taurini, col supporto degli Insubri. E fu proprio nel conflitto con questo popolo che in seguito Annibale li trovò, al suo arrivo. 
Durante la seconda guerra punica tale equilibrio fu compromesso dall'invasione annibalica del 218 a.C. e dopo la prima vittoria cartaginese al Ticino iniziarono le defezioni a favore dei nuovi arrivati. I Romani dovettero quindi ritirarsi dalla Pianura Padana per inseguire ed affrontare Annibale nell'Italia centromeridionale, lasciando ai precedenti alleati possibilità di ribellarsi e riconquistare territori. All'inizio del II secolo a.C. fu chiara la necessità di una riconquista completa della Cisalpina, con l'assoggettamento definitivo delle popolazioni locali.
Il territorio dei Levi fu nuovamente coinvolto nel seguente conflitto gallico nel 196 a.C., quando gruppi di Boi, all'inseguimento dell'esercito romano che li aveva sconfitti, avevano attraversato il Po e compivano pesanti scorrerie ai danni dei Levi e dei vicini Libui (questi ultimi stanziati nell'attuale Vercellese). Tali attacchi indicano che entrambi questi popoli liguri erano ormai usciti dall'antica alleanza con gli Insubri (l'esistenza di quest'alleanza non ha mai trovato il pieno consenso tra gli storici, a partire da Tolomeo, che non ha incluso Levi e Libui nella cerchia degli alleati del popolo gallico). A ulteriore conferma della rottura del legame, in loro difesa i Romani sconfissero i Boi, che nel frattempo avevano riattraversato il Po e si dirigevano al confine dei territori liguri verso i colli piacentini.
Come conseguenza, al momento della sconfitta definitiva degli Insubri del 194 a.C., si ritiene che i Levi e Libui abbiano goduto di condizioni più favorevoli, probabilmente grazie a precedenti vincoli di deditio stipulati coi Romani. Ne sarebbe derivata una situazione di sostanziale stabilità che portò alla fondazione di vari centri urbani, nei cui nomi si possono trovare tracce di toponimi indigeni: questo attesterebbe la presenza di consistenti nuclei di popolazione autoctona.

## Società
I singoli gruppi famigliari vivevano sparsi in piccoli raggruppamenti di abitazioni (conosciuti mediante la locuzione latina di pagi) costruite in fango, legno e paglia, su terreni sopraelevati, più facili da difendere. Erano dediti principalmente alla caccia e alla pesca. Essendo il loro territorio costituito da pianura con vaste paludi, ne iniziarono il prosciugamento.

Così li descrive Roberto Sidri:
(Roberto Sidri)
Importanti centri dei Levi furono la capitale Lomello, Vigevano e Olevano. Lomello e la stessa Lomellina devono il nome a questo popolo: Laevorum mellum (cioè collare dei Levi), così detta per la particolare configurazione del territorio simile ad una collana. Plinio riporta inoltre che verso il 750 a.C. fondarono Pavia assieme ai Marici, con i quali si andò a formare quasi un unico stato, governato da un re.

## Ritrovamenti archeologici
Nel 1967 gli scavi effettuati a Garlasco (frazione Bozzole) da Ermanno Arslan hanno portato alla luce una necropoli datata tra il III e gli inizi del II secolo a.C., per un totale di 35 tombe. L'analisi dei ritrovamenti ha consentito di far luce su vari aspetti della società di questo popolo. Con la locuzione latenizzazione incompiuta del titolo in bibliografia, Arslan ha evidenziato quanto fosse preponderante la matrice culturale ligure rispetto all'influsso celtico.